# Kateřina Skronská
Kateřina Skronská-Böhmová (Praga, 22 gennaio 1958) è un'ex tennista cecoslovacca.
È conosciuta anche con il cognome da sposata Böhmová. Ha una figlia, Kateřina, anch'ella tennista.

## Carriera
In carriera ha vinto un titolo di doppio, il WTA Austrian Open nel 1982, in coppia con Yvona Brzáková. Nei tornei del Grande Slam ha ottenuto il suo miglior risultato raggiungendo i quarti di finale di doppio all'Open di Francia nel 1985, in coppia con la connazionale Andrea Holíková.
In Fed Cup ha disputato un totale di due partite, collezionando una vittoria e una sconfitta.

## Statistiche

### Doppio

#### Vittorie (1)
| Numero | Anno           | Torneo                       | Superficie  | Compagna       | Avversarie in finale         | Punteggio |
| 1.     | 25 luglio 1982 | WTA Austrian Open, Kitzbühel | Terra rossa | Yvona Brzáková | Jill Patterson Courtney Lord | 6-1, 7-5  |

#### Finali perse (2)
| Numero | Anno           | Torneo                                         | Superficie  | Compagna        | Avversarie in finale           | Punteggio     |
| 1.     | 21 luglio 1985 | WTA Austrian Open, Bregenz                     | Terra rossa | Andrea Holíková | Mima Jaušovec Virginia Ruzici  | 2-6, 3-6      |
| 2.     | 26 agosto 1985 | Virginia Slims of Central New York, Monticello | Cemento     | Andrea Holíková | Mercedes Paz Gabriela Sabatini | 7-5, 4-6, 3-6 |